# Tounj
Tounj is een gemeente in de Kroatische provincie Karlovac.
Tounj telt 1252 inwoners. De oppervlakte bedraagt 95 km², de bevolkingsdichtheid is 13,2 inwoners per km².
Steden (gradovi): Karlovac · Duga Resa · Ogulin · Ozalj · Slunj

Gemeenten (općine): Barilović · Bosiljevo · Cetingrad · Draganić · Generalski Stol · Josipdol · Kamanje · Krnjak · Lasinja · Netretić · Plaški · Rakovica · Ribnik · Saborsko · Tounj · Vojnić · Žakanje